# 츠지타니 코지
츠지타니 코지(일본어: 辻谷 耕史 つじたに こうじ[*], 1962년 4월 26일~2018년 10월 17일)는 일본의 남성 성우, 배우, 음향감독이다. 도쿄도 출신이며, 본명은 츠지타니 야스후미이다.

## 필모그래피
- 교향시편 유레카 세븐: 하이 에볼루션 1
- 타마코 러브 스토리
- 이누야샤 - 붉은 호우라이 섬
- 이누야샤 - 거울속의 꿈과 환상의 성
- 이누야샤 - 시대를 초월하는 마음
- 알렉산더 전기 극장판
- 전영소녀
- 기동전사 건담 F91

## 음향 감독
- Fate/stay night TVA(스튜디오 딘판)
- 도화월탄
- 시문
- 어둠과 모자와 책의 여행자
- 프리징
- 쇼와 겐로쿠 라쿠고 심중
- 그라제니